# Acantholimon jarmilae
Acantholimon jarmilae är en triftväxtart som beskrevs av Josef Jakob Halda. Acantholimon jarmilae ingår i släktet Acantholimon och familjen triftväxter. Inga underarter finns listade i Catalogue of Life.